# Moorhuhn 2
Moorhuhn 2 – Die Jagd geht weiter ist ein im Jahr 2000 erschienenes Shoot ’em up von Phenomedia. Im Spiel geht es darum, vorbeifliegende Hühner mit einer Schrotflinte zu töten. Es ist das zweite Spiel der in Deutschland bekannten Spieleserie Moorhuhn. Moorhuhn 2 wurde mit einem Gold und einem Platin Award des Verbands der Unterhaltungssoftware Deutschland in 2001 für insgesamt 300.000 verkaufte Einheiten ausgezeichnet.

## Spielprinzip
Der zweidimensionale Sidescroller Moorhuhn 2 hat das Ziel, in 90 Sekunden möglichst viele Punkte zu sammeln. Diese erlangt man hauptsächlich durch das Abschießen von vorbeifliegenden Hühnern, den sogenannten Moorhühnern. Je größer die Distanz zwischen Spieler und Huhn, desto mehr Punkte bekommt der Spieler. Bei ausreichend hoher Punktzahl erfolgt eine Eintragung in die Highscore-Tabelle, wo der Spieler sich dann mit seinen eigenen Punkten oder voreingestellten Punkten fiktiver Spieler vergleichen kann. Das Spiel wird hauptsächlich mit der Maus gespielt, allerdings kann das Blickfeld auch mit der Tastatur horizontal verschoben werden. Der Spieler sieht seine Waffe im gesamten Spiel nicht.

## Nachfolger
Auf Moorhuhn 2 folgten im Jahr 2003 die Spiele Moorhuhn – Winter Edition und Moorhuhn 3 – …Es gibt Huhn!. Die Spiele unterscheiden sich in Grafik, Spielprinzip und Handlung kaum von Moorhuhn 2.